# Xuân Nương
Xuân Nương hay Nàng Xuân (23? - 43), hiệu là Hoa; là một nữ tướng thời Hai Bà Trưng trong lịch sử Việt Nam.

## Thân thế và sự nghiệp
Xuân Nương là người xã Hương Nha, huyện Tam Nông, tỉnh Vĩnh Phú (nay là xã Hương Nha, huyện Tam Nông, tỉnh Phú Thọ).
Bà là con của Hùng Sát, vị thủ lĩnh châu Đại Man . Hùng Sát có bảy người con trai, duy chỉ có Xuân Nương là gái. Tương truyền, mẹ bà là Đinh Thị Hiên Hoa nằm mộng thấy có một người con gái nói là được trời cho xuống làm con. Vì sinh bà vào mùa xuân nên bà được đặt tên là Xuân, và hơn ba tháng sau thì mẹ bà mất. Thuở nhỏ, Xuân Nương được anh trưởng là Hùng Thắng dạy cho các môn võ nghệ và binh trận.
Năm Kỷ Hợi (39), cha và năm anh trai Xuân Nương bị thái thú nhà Đông Hán là Tô Định giết chết . Xuân Nương cùng hai người anh sống sót liền cải trang đi trốn ở thôn Tuế Phong (nay thuộc xã Hương Nộn, huyện Tam Nông, tỉnh Phú Thọ). Ở đây, Xuân Nương cắt tóc giả làm ni.
Để cứu nước và trả thù nhà, anh em bà bí mật liên kết với Thi Sách (con trai của lạc tướng huyện Chu Diên và là chồng bà Trưng Trắc) và vận động nhân dân cùng tập hợp nổi lên chống lại chế độ cai trị của nhà Đông Hán.
Cũng trong năm Kỷ Hợi (39), Tô Định lại giết chết Thi Sách. Tháng 2 năm Canh Tý (40), hận vì nước mất, lại thù vì Tô Định giết chồng mình, Trưng Trắc cùng với em gái là Trưng Nhị khởi binh chống lại. Được tin, Xuân Hương liền kéo binh về Hát Môn (bên dòng sông Hát, nay thuộc huyện Phúc Thọ, Hà Nội) tụ nghĩa, được quản lĩnh một dinh trại lớn ở Hương Nha.
Đánh đuổi được Tô Định và lấy được 65 thành ở Lĩnh Nam, Trưng Trắc tự lập làm vua, xưng là Trưng Nữ Vương. Xét công trạng, Xuân Nương được phong tước Đông cung công chúa Nhập nội trưởng quản quân cơ nội các và còn được Trưng Nữ Vương đứng ra chủ hôn cho bà kết duyên với Trưởng quản thủy quân Thi Bằng, em của Thi Sách. Sau đó, hai vợ chồng bà được giao trấn giữ mạn sông Thao.
Năm Quý Mão (43), quân Đông Hán, do tướng Mã Viện chỉ huy, kéo sang đánh phá dữ dội. Vì sức yếu, thế cô, hai bà Trưng bại binh và đã nhảy xuống sông Hát (Hát Môn) tự vẫn để bảo toàn khí tiết.
Lúc bấy giờ, mặt thủy có Thi Bằng, mặt bộ có Xuân Nương vẫn ra sức chống đỡ ở Ngã Ba Hạc
Ngày 13 tháng 2, quân Hán vây quân Thi Bằng ở bến sông. Thi Bằng bị trúng một giáo giữa bụng chết tại trận. Xuân Nương được tin chồng bị vây, liền dẫn quân đến cứu nhưng không kịp.
Tương truyền, sau hai ngày chiến đấu, sức bà đã kiệt, vì không muốn binh sĩ nhụt chí nên đêm hôm bà một mình một ngựa đến một ngôi chùa ở Hương Nộn thắp nhang cúng bái, rồi gieo mình xuống dòng sông Thao tử tiết.
Năm ngày sau khi Xuân Nương mất, ngày 20 tháng 2, đồn trại Hương Nha của bà mới bị đánh hạ, các quan quân thảy đều hy sinh cả.
Theo Từ điển nhân vật lịch sử Việt Nam, thì lúc tử tiết Xuân Nương chỉ mới 20 tuổi, suy ra rất có thể bà sinh năm 23.

## Tưởng nhớ
Cảm phục Xuân Nương và các nghĩa sĩ đã bỏ mình vì đất nước, nhân dân đã lập đền thờ bên hữu ngạn sông Thao. Riêng ở Hương Nha là quê bà, hàng năm mở hội tưởng niệm bà vào tháng 2 âm lịch.
Hiện vẫn còn truyền tụng nhiều liễn đối truy điệu bà. Giới thiệu ba câu:
Độc lập thụ tiên tinh, vạn cổ huân danh huyền nhật nguyệt
Song lưu Trưng hiển tích, thiên thu nghĩa ký đối sơn hà
Dịch nghĩa:
Dựng ngọn cờ độc lập, công danh nghìn năm tỏ rõ cùng Mặt Trăng, mặt trời.
Chiến công vẫn còn sống mãi với triều Trưng vương, muôn thuở nghĩa khí sánh cùng sông núi.
Yểu điệu phù Trưng trung quang nhật
Quật cường cự Hán tiết lăng sương.
Dịch nghĩa:
Người yểu điệu phù vua Trưng, lòng trung tranh sáng với mặt trời.
Quật cường cự với giặc Hán, khí tiết thắng cả thời gian.
Anh kiệt vô song, vạn cổ thanh danh lưu nữ sử
Quân thần câu hoá, nhất không trung nghĩa tối thanh thiên.
Dịch nghĩa:
Anh kiệt không hai, danh tiếng ngàn đời lưu vào sử sách những người con gái.
Vua tôi cùng mất lòng trung nghĩa làm trời xanh vằng vặc cũng không bằng.
Theo thần tích ở Hương Nha, khi Lê Thiện là tướng của Lê Lợi đem quân đánh quân Minh có qua đây, đêm mộng thấy Xuân Nương hiện lên cho biết sẽ âm phù cho nghĩa quân thắng trận. Vì thế sau khi lên ngôi, vua Lê Thái Tổ (tức Lê Lợi) đã phong sắc cho Xuân Nương là "Đệ bát vị  Đông cung công chúa Xuân Nương", và giao cho dân sở tại coi sóc nơi thờ phụng bà.

## Cúng tế
Ở xã Hương Nha, tháng 2 âm lịch hàng năm, người ta đều làm cỗ chay (có bánh dày, mật mía và củ mài) để cúng tế Xuân Nương. Đặc biệt, có lệ hát xoan.
Ở xã Hương Nộn, khi làm lễ cúng tế bà, các phường xoan Kim Đức và An Thái (Phù Ninh) sang hát chầu theo tục lệ, hát từ chập tối tới gà gáy sáng và liền trong ba ngày. Trong các buổi hát thờ ấy, trước bàn thờ Xuân Nương có sáu người con gái xinh đẹp chưa chồng, mặc quần áo xanh đỏ, chít chăn chéo hai bên sườn, cầm kiếm và hộp trầu, đứng nghiêm suốt buổi lễ. Dân địa phương ở đây kiêng tiếng "xuân", tiếng "nương" (vì là tên của Xuân Nương) và các tiếng "hiên, hoa, sát" (vì là tên cha mẹ Xuân Nương).